# Alstonia coriacea
Alstonia coriacea là một loài thực vật có hoa trong họ La bố ma. Loài này được Pancher ex S.Moore mô tả khoa học đầu tiên năm 1921.